# Synbelyta
Synbelyta is een geslacht van vliesvleugelige insecten uit de familie Diapriidae.

## Soorten
- S. fuscipennis (Thomson, 1859)
- S. oxylaboides Macek, 1996